# 68000 Based (Capcom)
Pour les articles homonymes, voir 68000 Based.
Le 68000 Based est un système de jeux vidéo pour borne d'arcade destiné aux salles d'arcade, créé par la société japonaise Capcom en 1987.

## Description
Ce système est lancé par Capcom en 1987. Avec le 68000 Based, Capcom utilise pour la première en tant que processeur central sur un de ses systèmes d'arcade, le maintenant célèbre Motorola 68000. À la même époque, on le voit également fleurir un peu partout sur toutes les PCB des autres fabricants d'arcade,,,.
Les capacités techniques de ce processeur vont permettre à Capcom de progresser pour proposer des jeux de haute qualité. Le Motorola 68000 sera la base d'une longue série de processeurs, tous utilisés dans les PCB d'arcade. Ce système (et les précédents également) ont été une longue phase qui amènera Capcom vers le CPS. Le 68000 based est qualifié de système Pré-CPS.
Le processeur audio est un Zilog Z80 et les puces audio sont variables selon les jeux.
Il n'y aura pas de jeu marquant pour ce matériel, mais le jeu Street Fighter se démarquera parmi les autres, qui donnera suite à une série à succès connue désormais.

## Spécifications techniques

### Processeur
- Motorola M68000 à différentes cadences selon les jeux

### Audio
- Processeur :
  - 1 ou 2 Zilog Z80 à différentes fréquences selon les jeux
- Puces variables selon le jeu :
  - Yamaha YM2151 cadencé à 3.57Mhz
  - 2 x Yamaha YM2203 cadencé à 3.57Mhz
  - Oki MSM5205 cadencé à 384khz
  - 1 ou 2 Oki MSM5205 à différentes fréquences
- Capacités :
  - Mono

### Affichage
- Résolution :
  - 224 x 256
  - 384 x 224
- Palette couleurs : 576 à 1024

## Liste des jeux
| Titre                            | Développeur                 | Éditeur      | Genre         | Année |
| -------------------------------- | --------------------------- | ------------ | ------------- | ----- |
| Bionic Commando                  | Capcom / Software Creations | Capcom / Go! | Plates-formes | 1987  |
| F-1 Dream                        | Capcom / Romstar            | Capcom       | Course        | 1988  |
| Last Duel: Inter Planet War 2012 | Capcom                      | Capcom       | Shoot them up | 1988  |
| Led Storm                        | Capcom                      | Capcom       | Course        | 1989  |
| Street Fighter                   | Capcom                      | Capcom       | Combat        | 1987  |
| Tiger Road                       | Capcom / Romstar            | Capcom / Go! | Beat them all | 1987  |